# 2 Pułk Huzarów (Cesarstwo Niemieckie)

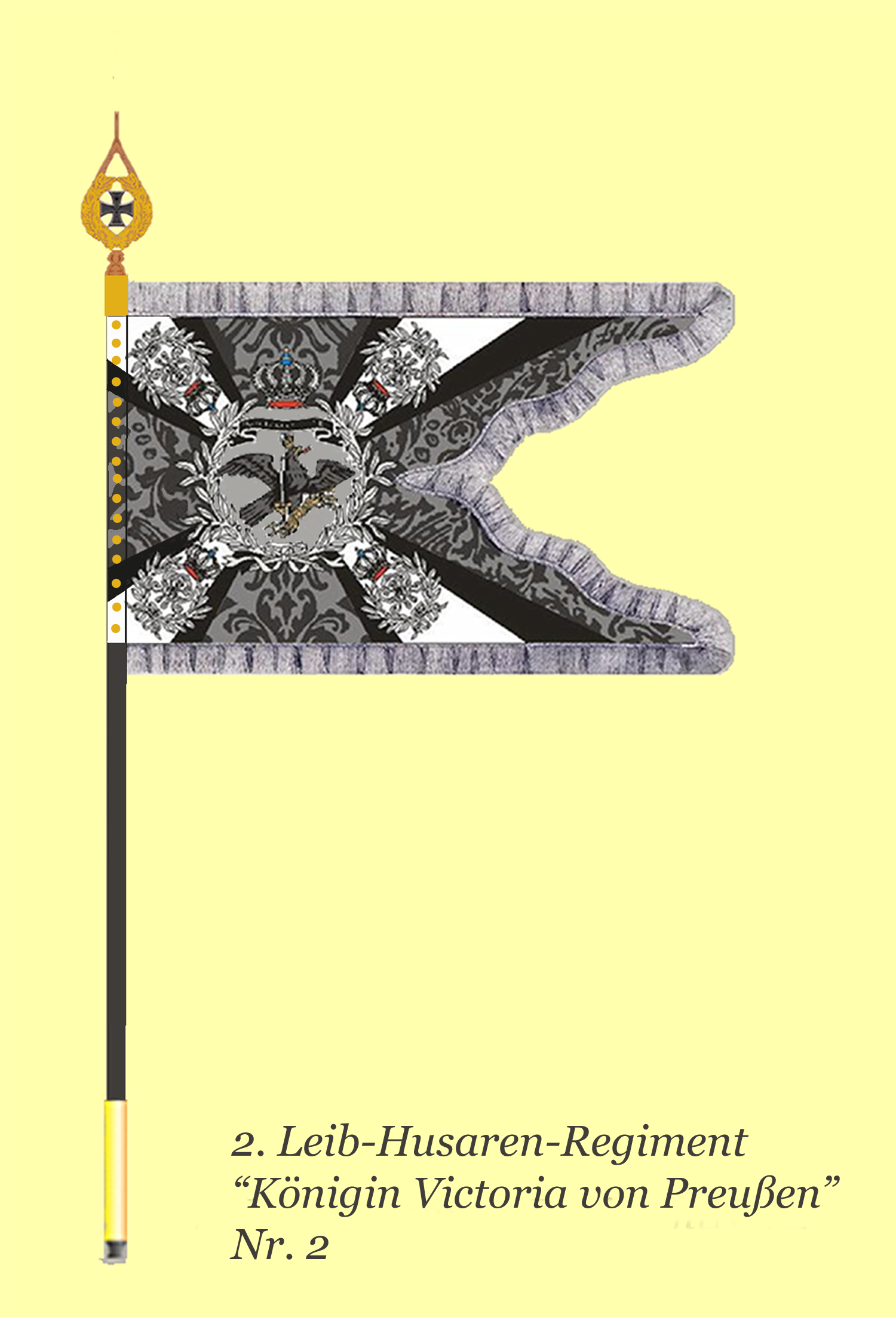

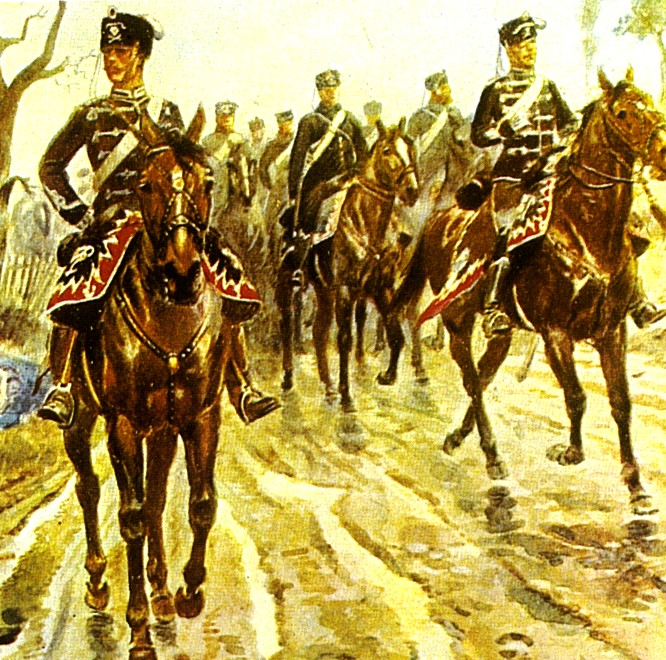
2 Przyboczny Pułk Huzarów przed 1910

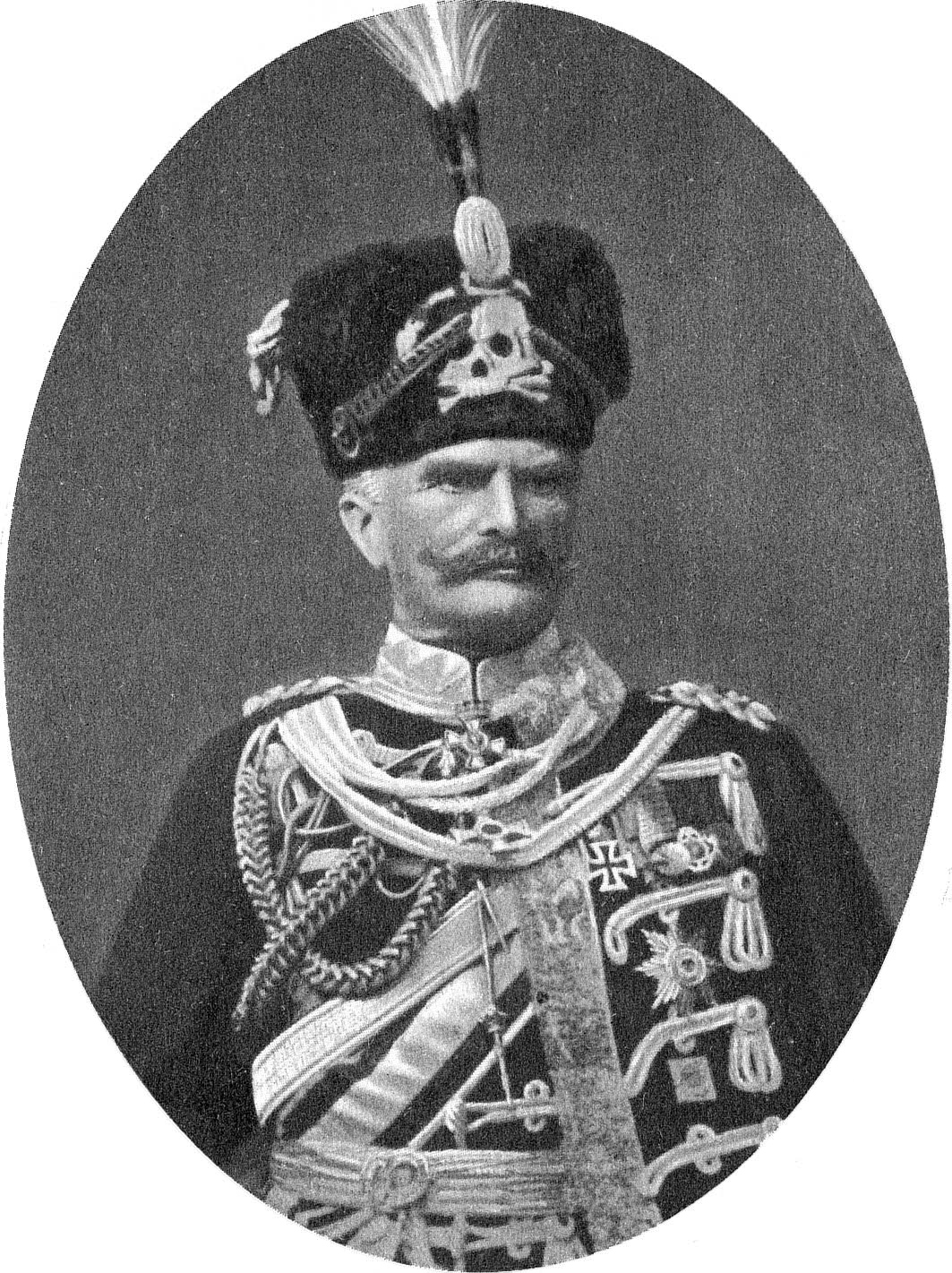
August von Mackensen w mundurze 2 Przybocznego Pułku Huzarów

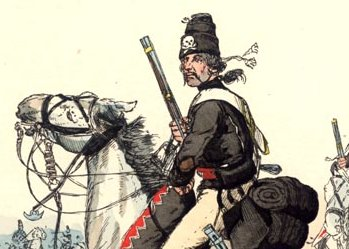
Huzar 5 Pułku Huzarów (H 5) von Ruesch (pierwotna nazwa pułku) w 1744, grafika R. Knötel

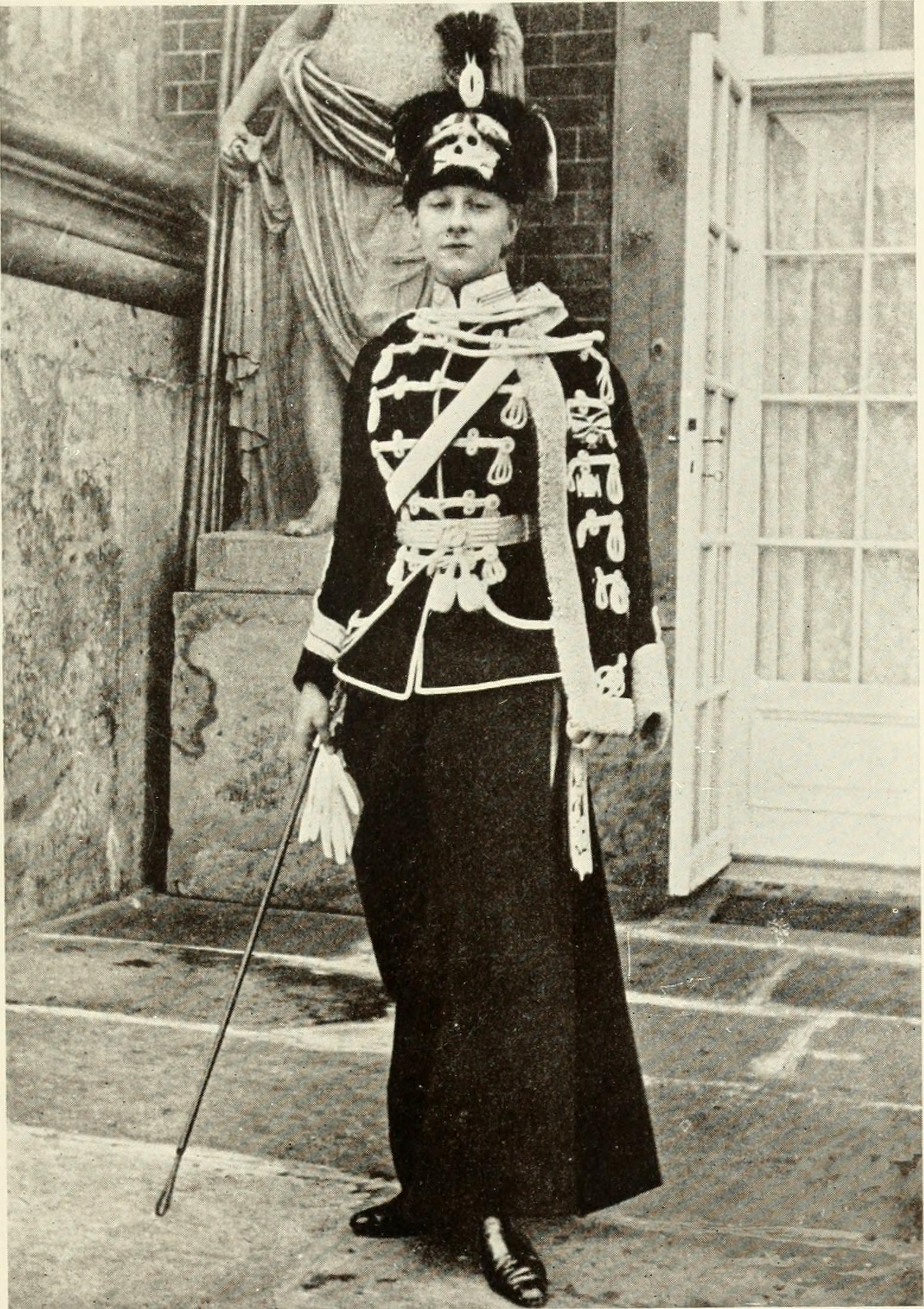
Honorowy dowódca – księżniczka Wiktoria Luiza w mundurze Pułku

2 Przyboczny Pułk Huzarów im. Królowej Prus Wiktorii – (niem. 2. Leib-Husaren-Regiment „Königin Viktoria von Preußen” Nr. 2) – pułk huzarów Cesarstwa Niemieckiego.
Pułk sformowany 9 sierpnia 1741 .
Stacjonował w Gdańsku-Wrzeszczu i był przyporządkowany do XVII Korpusu Armii Niemieckiej. Do 20 grudnia 1808 jako jeden pułk dzielił historię z 1 Przybocznym Pułkiem Huzarów. W latach 1852–1886 dwa z jego szwadronów stacjonowały w Poznaniu. W latach 1886–1901 liczbę poznańskich szwadronów zwiększono do trzech. W dniu 1 października 1901 poznańskie szwadrony pułku przeformowano w składający się z pięciu szwadronów mieszany pułk strzelców konnych (kombinierte Jäger-Regiment zu Pferde), przemianowany następnie w 1905 roku na 1 Królewski Pułk Strzelców Konnych.

 Wiosną 1914 był w strukturze Brygady Huzarów Gwardii z 36 Dywizji Piechoty.
W wyniku mobilizacji, w sierpniu 1914 pułk osiągnął gotowość bojową i w składzie Brygady Huzarów Leibgwardii z 2 Dywizji Kawalerii został wysłany na front zachodni.

## Schemat organizacyjny
- XVII Korpus Armijny, Gdańsk, dowódca: generał kawalerii August von Mackensen
  - 36 Dywizja Piechoty – (36. Infanterie-Division), Gdańsk, dowódca: generał major Konstanz von Heineccius
    - Przyboczna Brygada Huzarów (Leib-Husaren-Brigade) w Gdańsku (Danzig), dowódca: Graf von Schmettow
      - 2 Przyboczny Pułk Huzarów im. Królowej Prus Wiktorii – w Gdańsku-Wrzeszczu (Danzig-Langfuhr),

## Historia

### Utworzenie
Utworzony na mocy A.K.O (Allerhöchste Kabinettsordre, rozporządzenie królewskie) króla Fryderyka II z 9 sierpnia 1741 jako 5 Pułk Huzarów (H 5) pruskiej armii, otrzymał później oznaczenie Pułk Czarnych Huzarów (niem. Regiment Schwarze Husaren). Pierwszym dowódcą pułku został major von Mackroth, jednak jednostka nie nosiła jego imienia. Do 5 września sformowano pięć szwadronów i przypisano im garnizony w Oławie (Ohlau), Ziębicach (Münsterberg), Grodkowie (Grottkau) i Strzelinie (Strehlen).
Dopiero wraz z drugim dowódcą pułk zaczęto identyfikować, jak często wówczas czyniono, poprzez nazwisko i odtąd pułk nosił nazwę Husaren-Regiment von Ruesch. Z każdą zmianą dowódcy zmieniano także nazwę pułku. Jednostka nazywała się po kolei:
- od 9 maja 1762 Husaren-Regiment von Lossow
- od 18 października 1783 Husaren-Regiment von Hohenstock
- od 23 maja 1788 Husaren-Regiment von Göckingk
- od 29 grudnia 1794 Husaren-Regiment von Suter
- od 1804 Husaren-Regiment von Prittwitz

### Podział pułku i ewolucja nazwy
Na mocy A.K.O. z 20 grudnia 1808 pułk podzielono, tworząc z niego 1 Przyboczny Pułk Huzarów (1. Leib-Husaren-Regiment) w Gołdapi (Goldap) i będący dalej przedmiotem artykułu 2 Przyboczny Pułk Huzarów (2. Leib-Husaren-Regiment) w Starogardzie Gdańskim (Preußisch Stargard). Dowódcą obu wciąż ściśle ze sobą powiązanych pułków pozostał generał Sigmund Moritz von Prittwitz. 23/24 listopada 1817 2 Przyboczny Pułk Huzarów rozlokował się w przypisanym garnizonie. Jesienią 1852 przeniesiono go do Leszna (Lissa) i Poznania, gdzie przemianowano go 7 maja 1861 na 2 Przyboczny Pułk Huzarów Nr. 2 (2. Leib-Husaren-Regiment Nr. 2). 1 kwietnia 1886 zebrano cały pułk w Poznaniu, gdzie 22 marca 1888 otrzymał nazwę 2 Przyboczny Pułk Huzarów im. Cesarzowej Nr. 2 (2. Leib-Husaren-Regiment „Kaiserin” Nr. 2).
Po połączeniu obu pułków huzarów przybocznych w Przyboczną Brygadę Huzarów (Leib-Husaren-Brigade), przydzielono im na garnizon 14 września 1901 nowe koszary w Gdańsku-Wrzeszczu (Danzig-Langfuhr). Jednocześnie po raz ostatni przemianowano pułk, nadając funkcjonujące do końca istnienia jednostki oznaczenie: 2 Przyboczny Pułk Huzarów im. Królowej Prus Wiktorii Nr. 2 (2. Leib-Husaren-Regiment „Königin Viktoria von Preußen” Nr. 2).

### Walki
W 1744 Pułk Huzarów von Ruesch walczył w drugiej wojnie śląskiej pod Smatschną i Moldauthain. 23 listopada 1745 w szarży poprowadzonej przez generała Hansa Joachima von Zietena pod Katholisch-Hennersdorf (Henryków Lubański, niedaleko Zgorzelca) wraz z ówczesnymi 2 Pułkiem Huzarów (H 2), 8 Pułkiem Kirasjerów (K 8) i 9 Pułkiem Kirasjerów (K 9) rozbił trzy saskie pułki kirasjerów i pułk piechoty Sachsen-Gotha. Za okazane męstwo Fryderyk II nadał czarnym huzarom zdobyte jako łup bębny, utrzymane w pułku aż do 1918
W wojnie siedmioletniej (trzeciej wojnie śląskiej) pułk atakował w bitwie pod Sarbinowem (Zorndorf) 25 sierpnia 1758
W wojnie o sukcesję bawarską (1778/79) huzarów wykorzystywano jedynie jako forpoczty i do funkcji zwiadowczych.
W pruskiej wojnie wyzwoleńczej (1813/14) pułk walczył w bitwach pod Möckern (5 kwietnia 1813), Lützen, nad Kaczawą oraz pod Laon i na rogatkach Paryża. Nocą 1 stycznia 1814 jako pierwszy pułk kawalerii huzarzy przyboczni pod wodzą feldmarszałka Blüchera przekroczyli Ren koło miejscowości Kaub. Po abdykacji Napoleona 14 kwietnia 1814 wraz z innymi zwycięskimi oddziałami wkroczyli do Paryża.
W czasie powstania listopadowego, niepokojów Wiosny Ludów i powstania styczniowego pułk stacjonował jako zabezpieczenie na pruskiej granicy.
W wojnie siedmiotygodniowej przeciw Austrii pułk wziął udział w walkach w Czechach, w tym 3 lipca 1866 w bitwie pod Sadową.
Wojna francusko-pruska przyniosła huzarom przybocznym udział w bitwach pod Wissembourgiem, Haguenau, Froeschwiller i Sedanem przeciw wojskom Cesarza Napoleona III. Następnie zostali przeniesieni do Armii Południowej w okolicy Orleanu, by 18 czerwca 1871 powrócić do macierzystego garnizonu.
Na początku I wojny światowej od 3 sierpnia 1914 2 Przyboczny Pułk Huzarów, tworząc wraz z siostrzanym 1 Przybocznym Pułkiem Huzarów Przyboczną Brygadę Huzarów, służył na froncie zachodnim. Huzarzy wzięli udział w I bitwie nad Marną i walkach wokół Arras. Jesienią 1914 przeniesiono ich na front wschodni. Tu walczyli w Galicji, pod Rygą i przy oblężeniach wysp Sarema i Hiuma. Dla wsparcia walki niepodległościowej w 1917 wysłano brygadę do Finlandii. Według wskazanych niżej niemieckich autorów po zawarciu 3 marca 1918 traktatu pokojowego z Rosją pułk stacjonował „na terenach Rosji”. W listopadzie 1918 pułk podlegał Inspekcji Etapów Bug, z siedzibą w Brześciu. W związku z próbami rozbrajania oddziałów niemieckich na obszarze etapowym przez Polską Organizację Wojskową, w dniu 16 listopada 1918 żołnierze IV szwadronu karabinów maszynowych, pod dowództwem oberleutnanta Schlichtinga von Robbe, przeprowadzili pacyfikację Międzyrzeca Podlaskiego, zabijając 22 żołnierzy POW oraz co najmniej 22 osoby cywilne. W styczniu 1919 pułk powrócił do Gdańska, gdzie wiosną rozpoczęła się demobilizacja i likwidacja oddziału.
Tradycję 2 Przybocznego Pułku Huzarów przejął później (1934) 2 szwadron 5 Pułku Konnego Reichswehry w Białogardzie (Belgard).

## Umundurowanie
Czarna attyla z białym szamerunkiem.
Czarna futrzana czapka (Pelzmütze) wyposażona była w biały kołpak i, na parady, w czarno-biały pióropusz z końskiego włosia. Z przodu pomiędzy obszyciami a kokardą znajdowała się trupia główka z alpaki ze skrzyżowanymi piszczelami (Totenkopf). Kokarda i proporczyk na lancy były czarno-białe (oznaczenie pochodzenia z prowincji Prus Wschodnich). Należy zwrócić uwagę na różnicę formy i rozmiaru Totenkopf pułków przybocznych huzarów i 17 Pułku Huzarów (Brunszwickiego) Nr. 17
Odnośnie do pochodzenia barw munduru, wobec braku dokładniejszych danych i nierzadkiej w ówczesnych Prusach improwizacji przy tworzeniu nowych jednostek, stawia się dwie hipotezy:
- dla umundurowania nowo powstałego pułku wykorzystano bele czarnego materiału, którym z okazji uroczystości pogrzebowych króla Fryderyka Wilhelma I przystrojono pałac w Poczdamie,
- koszty utworzenia pułku pokryte zostały z daniny i dóbr śląskiego klasztoru w Lubiążu (Leubus), jako forma kary za współpracę mnichów z Austriakami w 1740 W klasztorze tym wytwarzano całuny pogrzebowe przeważnie z czarnych materiałów z białymi czaszkami.

Zgodnie z nakazem A.K.O. z 14 lutego 1907 od lat 1909/1910 stopniowo zastępowano na okazję cesarskich manewrów z 1913 dawny barwny mundur mundurem polowym (M 1910) w Feldgrau. Także symboliczny szamerunek utrzymano w kolorze szarym. Elementy skórzane i buty były odtąd naturalnie brązowe, a czapkę przykrywano materiałowym nakryciem.
Pułkowe konie były umaszczenia karego.